# Ludolf Hugo

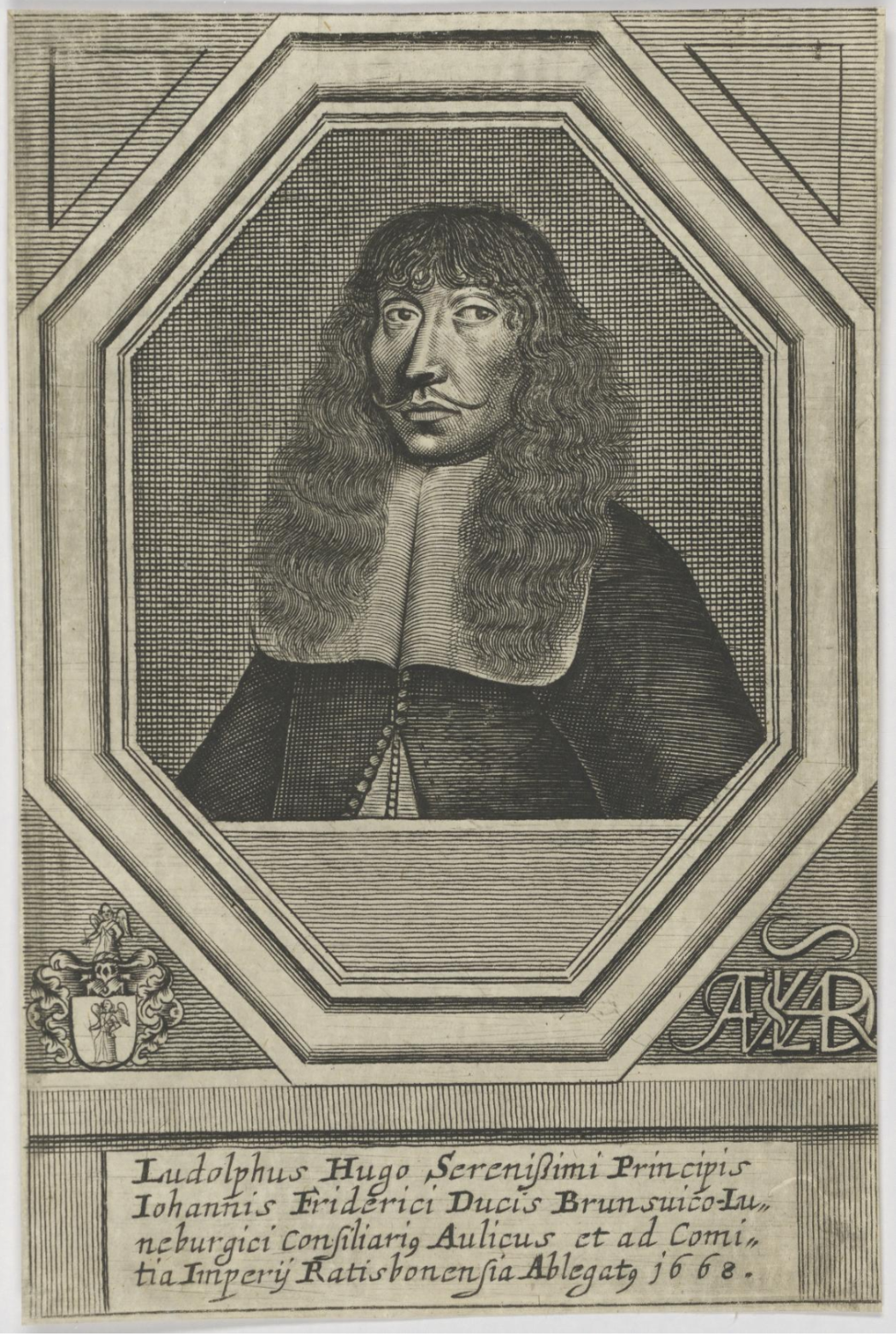
Ludolphus Hugo, in lateinischer Sprache untertiteltes Brustbild mit Wappen und verschlungenen Initialen;
1668 datierter Kupferstich von Mathias van Somer; Porträtstichsammlung der Universitätsbibliothek Leipzig

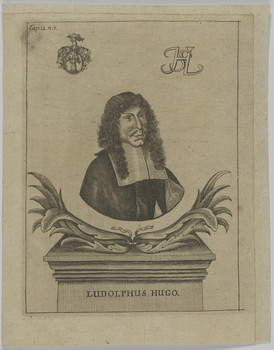
Ludolf Hugo

Ludolf Dietrich Hugo (* Mai 1632 in Rehburg bei Nienburg/Weser; † 24. August 1704 in Hannover) war ein deutscher Jurist, Politiker, Diplomat und Staatswissenschaftler sowie hannoverscher Vizekanzler.

## Leben
Ludolf Hugo wurde als Sohn des Statius Hugo (* 1595 in Hagenburg; † 1678 in Stolzenau), Amtsschreiber zu Stolzenau und dessen Ehefrau Anna (1607–1679), einer Tochter des Pfarrers Heinrich Voigt (Praetorius) aus Rehburg, geboren.
Sein Bruder war:
- Conrad Hugo (1636–1710), Amtmann in Stolzenau ab 1675.

Seine Neffen waren:
- August Johann von Hugo (1686–1760), hannoverscher Hofrat und Leibmedikus;
- Ludolf Dietrich Hugo von Hugo (1683–1749), hannoverscher Geheimer Justizrat und Reichstagsgesandter von 1731 bis 1749.

Sein Großneffe war
- August Christoph von Hugo (1720–1766), Geheimer Kanzlei- und Legationssekretär.

Ludolf Hugo begann 1649 ein Studium der Rechtswissenschaften an der Universität Helmstedt und spezialisierte sich unter dem Einfluss von Hermann Conring auf das Gebiet des Staatsrechts. Er erwarb nach einem weiteren Studium an der Universität Leiden und einer längeren Bildungsreise 1661 den Doktorgrad.
Zur weiteren Ausbildung hielt er sich längere Zeit am Reichskammergericht in Speyer auf und stellt hierbei fest, dass die Arbeit des Gerichts erheblich behindert werde, aber entlastet werden könne. Hierzu veröffentlichte er 1662 die Schrift De abusu appellationum tollendo et camera imperiali immenso earum cumulo levanda, in der er empfahl, das beneficium novorum (die Berechtigung, in der höheren Instanz neue Tatsachen vorzubringen) aufzuheben oder einzuschränken; dieses würde ein wirksames Mittel zur Entlastung des Reichsgerichts sein.
Nach seiner Ausbildung am Reichskammergericht berief ihn Herzog Johann Friedrich bei seinem Regierungsantritt aus dem mecklenburgischen Dienst, in den Ludolf Hugo inzwischen getreten war, 1665 als Hofrat nach Hannover. Als Kenner des Reichsrechts vertrat er sein Land 1667–1674 als Komitialgesandter am Immerwährenden Reichstag in Regensburg. 1677 übernahm er, als Nachfolger von Otto Johann Witte († 1677), das mit der Leitung der Justizkanzlei verbundene und ganz auf die Rechtsangelegenheiten zurückgedrängte Amt des Vizekanzlers mit Sitz und Stimme im Geheimen Rat und dadurch mit Ministerrang. In dieser Stellung nahm er an allen wichtigen Fragen der welfischen Haus- und Außenpolitik Anteil und verfasste beispielsweise für die Regimentsordnung von 1680, nach der die Militärverwaltung zu einer regulären Kriegskanzlei umgebaut wurde, für die Auseinandersetzung mit den Ständen, die Einführung des Erstgeburtsrechts, die neunte Kurwürde sowie den Erwerb des Herzogtums Lauenburg staatsrechtliche Gutachten und Denkschriften, die teilweise auch im Druck erschienen.
Um sein Amt als Vizekanzler, das nach seinem Tod auf die Funktion der Kanzleidirektion reduziert wurde und somit ohne Sitz und Stimme im Geheimen Rat war, bewarb sich vergeblich Gottfried Wilhelm Leibniz, zu dessen Freunden und Korrespondenten Ludolf Hugo gehörte. Ludolf Hugo war als Vertreter der bürgerlichen Rechtsgelehrsamkeit der letzte nicht adelige Minister in Kurhannover, nach ihm wurden alle Stellen im Geheimen Rat nur von der alten Aristokratie besetzt (Ausnahme der neuadelige Johann Philipp von Hattorf (1682–1737)).
Ludolf Hugo war zeit seines Lebens unverheiratet.
1730 wurde seine Bibliothek an die Vorgängerinstitution der Gottfried Wilhelm Leibniz Bibliothek übergeben.

## Wirken
Am 20. August 1661 disputierte er mit der Schrift De statu regionum Germaniae, die der Gießener Professor und Kanzler Johann Nikolaus Hert 1689 herausgab; 1736 wurde sie erneut aufgelegt. In der Schrift untersuchte er die Regierungsform des deutschen Reichs, das sie als einen aus Staaten zusammengesetzten Staat erkennt. Ludolf Hugo hat zwar nicht als Erster die Entwicklung des Bundesstaatsbegriffs untersucht, aber die Schrift war eine der frühesten, die sich durch Schärfe und Systematik auszeichnete.
Nicht veröffentlicht wurde, nachdem das Haus Sachsen-Lauenburg der Askanier 1689 im Mannesstamm erloschen war, der bis auf die Titelei bereits gedruckte umfangreiche Bericht von dem Rechte des Hauses Braunschweig-Lüneburg an denen Lauenburgischen Landen. Dieser wurde aus unbekannten Gründen sekretiert (unter Verschluss halten) und noch am Ende des 18. Jahrhunderts als Staatsgeheimnis behandelt.
In den großen staatsrechtlichen Fragen, die während der Regierungszeit von Kurfürst Ernst August entstanden, schrieb er die Deduktionen zu ihrer rechtlichen Vertretung, so den Beitrag zur Regelung der Erbfolge im Haus Herzog August vor Erlangung der Kurwürde gemäß der Goldenen Bulle.

## Schriften (Auswahl)
- Johann Mehlbaum; Ludolf Hugo: Dispvtatio ivridica de concvrsv actionum. Helmstadium, 1652.
- Heinrich Binn; Ludolf Hugo; Müller, Henning: De statu regionum Germaniae et regimine principum summae Imperii reip. aemulo disputatio inauguralis. Quam praeside Dn. Henrico Binnio pro facultate respondendi de jure publice examinandam proponit Ludolphus Hugo, ad diem 20. Augusti. Excudit Henningus Mullerus, Helmestadii 1661.
- Ludolphi Hugonis De Abusu Appellationum Tollendo Et Camera Imperiali Immenso Earum Cumulo Levanda, Consultatio. Guelpherbyti, 1662.
- Von der Succession nach dem Primogenitur-Recht in den Herzogthümern in dergleichen Fürstenthümern des Reichs Teutscher Nation: In Specie im Hause Braunschweig-Lüneburg Zellischer Linie. Hannover, 1691.
- Bericht von dem Rechte des Hauses Braunschweig und Lüneburg an denen Lauenburgischen Landen. Anfängliche Vorstellung von dem Statu Causae. 1693.